# Palacio de Pendueles
El palacio de los Mendoza Cortina, también conocido como palacio de Pendueles, es un palacio en estado de ruina ubicado en la localidad asturiana de Pendueles, en el concejo de Llanes (España).

## Historia
La iniciativa para la construcción de este gran palacio partió de Francisco Mendoza Cortina, nacido en esta localidad en 1815 y fallecido en 1880. Con veinte años emigró a México donde consiguió enriquecerse gracias a actividades agrícolas y comercio. Regresa a España en 1859 instalándose en Madrid, donde además de a los negocios, se dedica a la política. Convertido en un indiano, lleva a cabo varias acciones sociales en su lugar de origen (como la escuela y una nueva torre para la iglesia), a la vez que adquiere los terrenos para construir una casona, acción habitual en los indianos asturianos. Sus bienes pasaron tras su muerte a su sobrino Gabino Mendoza Fernández, quien también hereda el título nobiliario, Condes de Mendoza Cortina, concedido unos años antes por Alfonso XII.
Gabino amplía la casona de su tío y adquiere su aspecto definitivo. Tiempo después pasó a ser conocido como Palacio de Santa Engracia al casarse la hija de Gabino, Fernanda, con el conde de Santa Engracia. Su otro hijo había heredado el título nobiliario. Durante la Guerra Civil fue utilizado como hospital de sangre. Posteriormente sirvió como hospital de tuberculosos, gracias a su amplitud y ventilación. Tras cerrar el hospital, la familia seguía siendo la propietaria del edificio, pero sólo hacía uso del jardín, entrando en un progresivo estado de abandono.

## Descripción
Se trata de una de las casas de indianos más espectaculares de Asturias debido a sus galerías de hierro y cristal. Si bien el uso de galerías, miradores y corredores es habitual en la arquitectura asturiana del siglo XIX y XX, la disposición de éstos en el palacio y el uso del hierro en grandes cantidades es inusual. La fachada principal se distribuía en tres grandes cuerpos de galerías de cristal en el centro y alas derecha e izquierda que sobresalía por encima del edificio, siendo el resto d la fachada muros con balcones adintelados. El palacio cuenta con un gran jardín con fuentes y numerosas especies de árboles entre las que destacan, como es habitual entre los indianos, las palmeras. La finca se cierra con una gran verja de hierro fundido. 
Actualmente el palacio se encuentra en ruina y sus galerías han prácticamente desaparecido. 